# Allen & Overy
Allen & Overy LLP (неофіційно A&O) — міжнародна юридична фірма. Входить до так званого «магічного кола» провідних міжнародних юридичних фірм Великої Британії. У 2019 році Allen & Overy консультував більше трансакційних угод, ніж будь-яка інша юридична фірма у світі, і була однією з двох фірм, що перевищила позначку в розмірі 1 трлн доларів США. Станом на 2019 рік Allen & Overy — 10-та найбільша у світі юридична фірма за доходами.
Фірма представляла інвестора в міжнародному інвестиційному арбітражі JKX Oil & Gas plc, Poltava Gas B.V. та Poltava Petroleum Company JV проти України.